# Innocent Emeghara
Innocent Emeghara (* 27. Mai 1989 in Lagos) ist ein ehemaliger nigerianisch-schweizerischer Fussballspieler. Von 2011 bis 2013 spielte er auf der Position des Stürmers auch im Schweizer Nationalteam.

## Spielerkarriere

### Vereine
Der gebürtige Nigerianer kam im Alter von 13 Jahren in die Schweiz nach Winterthur und spielte während seiner Jugendzeit beim FC Töss, FC Winterthur und FC Zürich. Ab der Saison 2006/07 kam er in der 1. Liga, der dritten Liga der Schweiz, für die U-21-Mannschaft des FC Zürich zum Einsatz. In den nächsten drei Saisons erhielt er immerhin mehr Einsätze in der 1. Liga, und in der Saison 2008/09 schaffte er den Sprung in die Stammformation, allerdings wurde er nie in der Profimannschaft des FC Zürich in der Super League eingesetzt.
Zur Saison 2009/10 wechselte Emeghara zum FC Winterthur in die Challenge League, bei dem ihm sofort der Durchbruch gelang. Er beendete die Saison zusammen mit Frédéric Besseyre von Stade Nyonnais mit 17 Ligatoren auf dem vierten Platz in der Torschützenliste. Somit wurde er auch für die Teams aus der Super League interessant, und der Grasshopper Club Zürich nahm ihn im Juli 2010 unter Vertrag. Bei den Hoppers beeindruckte er gleich nach seiner Ankunft durch seine enorme Schnelligkeit. Im August 2011 erzielte er im Auswärtsspiel gegen Servette Genf seinen ersten Hattrick in der Super League.
Ende August 2011 wechselte er zum Ligue-1-Verein FC Lorient, bei dem er einen Vierjahresvertrag unterzeichnete. Bei seinem ersten Einsatz mit seinem neuen Verein im Auswärtsspiel gegen den FC Sochaux erzielte er den Treffer zum 1:1-Endstand.
Im Januar 2013 wechselte Emeghara in die italienische Serie A zum AC Siena. In 17 Spielen erzielte er sieben Tore, konnte den Abstieg in die Serie B aber nicht verhindern. Anschliessend wurde er zur Saison 2013/14 an den AS Livorno ausgeliehen. In 30 Ligaspielen gelangen ihm vier Tore.
Nachdem Emegharas Stammverein AC Siena aufgelöst worden war, wechselte er ablösefrei in die aserbaidschanische Premyer Liqası zu Qarabağ Ağdam. Sein Vertrag wurde am 5. Januar 2015 nach acht Einsätzen, in denen er fünf Tore erzielte, aufgelöst. Emeghara trainierte daraufhin bei seinem Ex-Club FC Winterthur mit und spielte im Rahmen des Trainingslagers des Hamburger SV in Dubai mit. Obwohl er sich während des Trainingslagers und dem Testspiel gegen Odense BK laut Peter Knäbel, Direktor Profifussball des HSV, «fabelhaft verhalten» hat, erhielt Emeghara in Hamburg keinen Vertrag.
Vom 31. Januar 2015 bis 31. Dezember 2016 spielte Emeghara bei den San José Earthquakes. Danach wechselte er nach Zypern zu Ermis Aradippou, wo er in 28 Spielen neun Tore schoss. Danach kehrte er 2018 nochmals zum Qarabağ Ağdam nach Aserbaidschan zurück. 2019/20 spielte er in Istanbul beim Fatih Karagümrük SK, mit dem er 2020 in die höchste türkische Liga aufstieg.
Im Sommer 2020 kehrte er zum FC Winterthur zurück. Beim FCW unterschrieb er Anfang Oktober, nachdem er drei Wochen bei seinem Stammverein mittrainiert hatte, einen Zweijahresvertrag. Im Juli 2021 gab er sein Karriereende bekannt.

### Nationalspieler
Im Oktober 2010 erhielt er die Schweizer Staatsbürgerschaft und sagte daraufhin, dass er auf ein Aufgebot für die Schweizer Fussballnationalmannschaft hoffe. Nach mehreren Einsätzen in der U-21-Nationalmannschaft wurde er im Mai 2011 zum ersten Mal bei der Elite für die Schweizer Fussballnationalmannschaft aufgeboten und machte sein Debüt gegen England am 4. Juni 2011.
Im Juni 2011 spielte er an der U-21-Europameisterschaft 2011 mit der Schweiz mit und erreichte dort den 2. Platz hinter Spanien. Er war Stammspieler und brachte die Gegner mit seiner Schnelligkeit immer wieder in grosse Schwierigkeiten.

## Titel und Erfolge
Als Nationalspieler
- Finalist bei der U-21-Europameisterschaft 2011